# Lijst van staatshoofden van Trinidad en Tobago
Dit is een lijst van de staatshoofden van Trinidad en Tobago, vanaf de onafhankelijkheid van Trinidad en Tobago in 1962.
Op grond van de Trinidiaanse Onafhankelijkheidswet was koningin Elizabeth II van 1962 tot 1976 staatshoofd en koningin van Trinidad en Tobago. Met de invoering van de Trinidadiaanse Grondwet in 1976 werd de monarchie afgeschaft en de republiek Trinidad en Tobago uitgeroepen. De monarch en de gouverneur-generaal werden vervangen door een ceremonieel president.

## Monarch (1962–1976)
Koningin Elizabeth II was tegelijkertijd monarch van het Verenigd Koninkrijk en andere Commonwealth realms. Zij werd in Trinidad en Tobago vertegenwoordigd door een Gouverneur-generaal.Troonopvolging vond op dezelfde wijze plaats als de opvolging van de Britse troon.
| Nr. | Monarch | Monarch                           | Regeerperiode                      | Koninklijk Huis | Minister-president |
| --- | ------- | --------------------------------- | ---------------------------------- | --------------- | ------------------ |
| 1   |         | Koningin Elizabeth II (1926–2022) | 31 augustus 1962 - 1 augustus 1976 | Windsor         | Eric Williams      |

### Gouverneur-generaal
De Gouverneur-generaal van Trinidad en Tobago was de vertegenwoordiger van de Kroon in Trinidad en Tobago. Hij oefende een groot deel van de bevoegdheden van de vorst uit. De Gouverneur-generaal werd benoemd voor onbepaalde tijd en stond de monarch tot dienst. Sedert het Statuut van Westminster in 1931 werd de Gouverneur-generaal uitsluitend benoemd op advies van het kabinet van Trinidad en Tobago, zonder betrokkenheid van de Britse regering. In het geval van een vacature fungeerde de opperrechter van Trinidad en Tobago als bestuurder namens de regering.
| Nr. | Gouverneur-generaal | Gouverneur-generaal            | Ambtstermijn                         | Minister-president | Monarch      |
| --- | ------------------- | ------------------------------ | ------------------------------------ | ------------------ | ------------ |
| 1   |                     | sir Solomon Hochoy (1905–1983) | 31 augustus 1962 - 15 september 1972 | Eric Williams      | Elizabeth II |
| 2   |                     | sir Ellis Clarke (1917–2010)   | 15 september 1972 - 1 augustus 1976  | Eric Williams      | Elizabeth II |

## President van Trinidad en Tobago
Met de nieuwe Grondwet van 1976 van de Republiek Trinidad en Tobago werd de Koning als ceremonieel staatshoofd vervangen door de President van de Republiek. De President van de Republiek wordt door het parlement van Trinidad en Tobago gekozen voor een termijn van vijf jaren. In het geval van een vacature is de voorzitter van de Senaat van Trinidad en Tobago bevoegd te fungeren als interim-president.
Legenda
| Nr. | President                         | President                           | Ambtstermijn                        | Verkiezing | Premier(s)                                      |
| --- | --------------------------------- | ----------------------------------- | ----------------------------------- | ---------- | ----------------------------------------------- |
| 1   |                                   | sir Ellis Clarke (1917–2010)        | 1 augustus 1976 - 24 september 1976 | 1976       | Eric Williams George Chambers A. N. R. Robinson |
| 1   | 24 september 1976 - 19 maart 1987 | sir Ellis Clarke (1917–2010)        | 1982                                |            | Eric Williams George Chambers A. N. R. Robinson |
| 2   |                                   | Noor Hassanali (1918–2006)          | 20 maart 1987 - 17 maart 1997       | 1987       | A.N.R. Robinson Patrick Manning Basdeo Panday   |
| 2   | 1992                              | Noor Hassanali (1918–2006)          | 20 maart 1987 - 17 maart 1997       |            | A.N.R. Robinson Patrick Manning Basdeo Panday   |
| 3   |                                   | A.N.R. Robinson (1926–2014)         | 18 maart 1997 - 16 maart 2003       | 1997       | Basdeo Panday Patrick Manning                   |
| 4   |                                   | George Maxwell Richards (1931–2018) | 17 maart 2003 - 18 maart 2013       | 2003       | Patrick Manning Kamla Persad-Bissessar          |
| 4   | 2008                              | George Maxwell Richards (1931–2018) | 17 maart 2003 - 18 maart 2013       |            | Patrick Manning Kamla Persad-Bissessar          |
| 5   |                                   | Anthony Carmona (1953)              | 18 maart 2013 - 19 maart 2018       | 2013       | Kamla Persad-Bissessar Keith Rowley             |
| 6   |                                   | Paula-Mae Weekes (1958)             | 19 maart 2018 - 20 maart 2023       | 2018       | Keith Rowley                                    |
| 7   |                                   | Christine Kangaloo (1961)           | 20 maart 2023 - heden               | 2023       | Keith Rowley                                    |

## Standaarden

Koninklijke Standaard
Standaard van de Gouverneur-generaal
Presidentiële Standaard